# Baixa Carniola
La Baixa Carniola (eslovè: Dolenjska; alemany: Unterkrain) és una regió tradicional d'Eslovènia. Forma part del territori històric de la corona dels Habsburg a Carniola. La regió de la Carniola Blanca és sovint considerada part de la Baixa Carniola. El centre tradicional de la regió és Novo Mesto, i altres centres urbans són Kočevje, Grosuplje, Krško, Brežice, Trebnje, Črnomelj, Semič, i Metlika.